# Aeroportul Ruse
Aeroportul Ruse (IATA: ROU, ICAO: LBRS) este un aeroport din Ruse, Bulgaria ce deservește zona Ruse. A fost numit după zona deservită.
Situat la o altitudine de 175 m, aeroportul dispune de o singură pistă.